# Hauskapelle des Erzbischöflichen Knabenkonvikts St. Michael

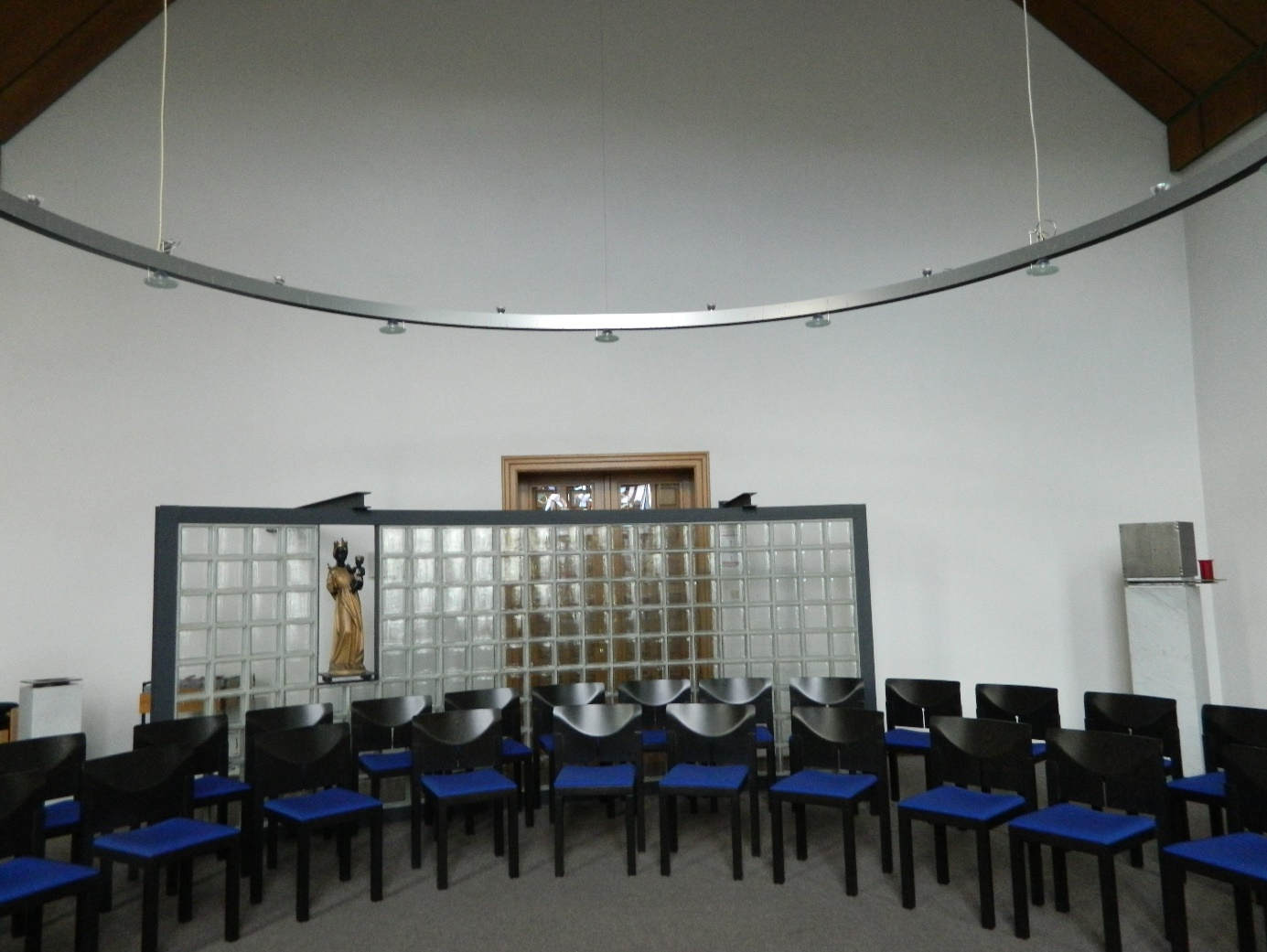
Blick in den Innenraum der Hauskapelle

Die römisch-katholische Hauskapelle des Erzbischöflichen Knabenkonvikts St. Michael befindet sich in der zweiten Etage des ehemaligen Erzbischöflichen Knabenkonvikts St. Michael und späteren Hotels in Tauberbischofsheim im Main-Tauber-Kreis. Daneben gab es mit der profanierten Herz-Jesu-Kapelle eine weitere Kapelle als Anbau auf der ersten Etage links neben dem Gebäude.

## Geschichte

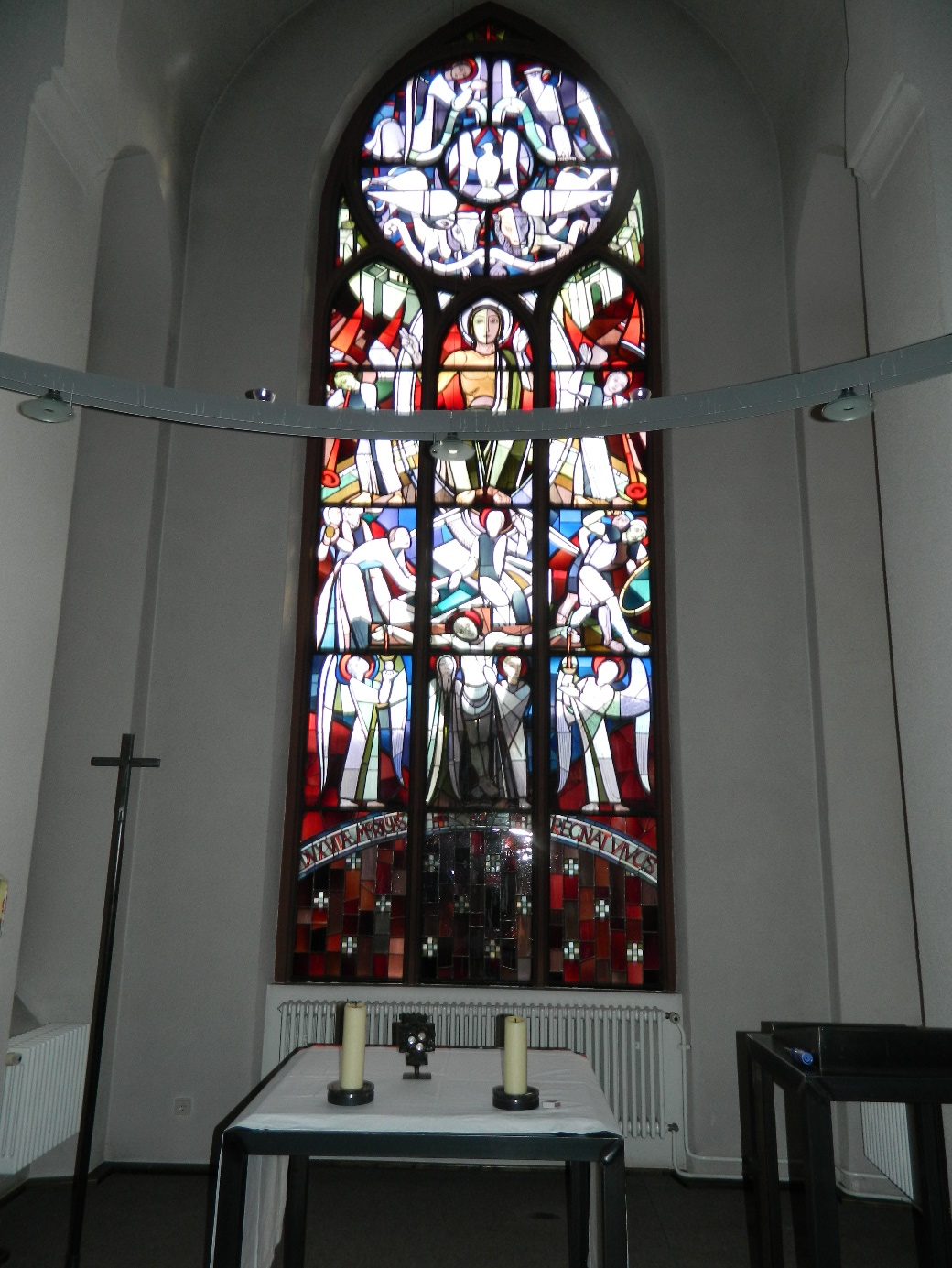
Das mittlere der drei reich verzierten Kapellenfenster

Die Hauskapelle wurde im Jahre 1891 gemeinsam mit dem Gebäude des ehemaligen Erzbischöflichen Knabenkonvikts St. Michael (späterer Name: Erzbischöfliches Studienheim St. Michael) errichtet, das seit der Schließung des Studienheims als Hotel genutzt wird. Die Kapelle liegt im Zuständigkeitsbereich der Seelsorgeeinheit Tauberbischofsheim, die dem Dekanat Tauberbischofsheim des Erzbistums Freiburg zugeordnet ist.
Nachdem das Areal des ehemaligen Erzbischöflichen Knabenkonvikts St. Michael und späteren Hotels St. Michael im September 2020 von einem Bad Mergentheimer Unternehmer gekauft wurde, gab dieser im Januar 2021 bekannt, nach einer umfassenden Renovierung des Anwesens das Hotel „Das Bischof“ zu eröffnen.

## Kapellenbau und Ausstattung
Die Hauskapelle befindet sich in der zweiten Etage des Gebäudes und bietet Platz für etwa 50 Personen. Die bunt verzierten Bleiglasfenster der Kapelle stammen aus dem Jahre 1891 (Entstehungsjahr des Hauses), als das Erzbischöfliche Knabenkonvikt, eine Vorgängerschule des Matthias-Grünewald-Gymnasiums, mit Wohnheim, Internat und Kapelle für auswärtige Schüler errichtet wurde.

## Nutzung
Die Hauskapelle im Hotel St. Michael wird vor allem für Anlässe in einen familiären Rahmen wie Trauungen im engsten Familienkreis genutzt.